# Document administratif unique
Un document administratif unique est un document dont le format a été harmonisé entre les états membres en janvier 1988.
Le dépôt d'une déclaration constitue le point de départ de la procédure de dédouanement à l'importation et à l'exportation. Elle peut être établie selon les modalités de droit commun (procédure normale) ou selon les modalités d'une procédure simplifiée. Sa rédaction est soumise à des conditions de forme et de contenu.